# 張智成
張智成（英語：Z-Chen，1973年5月8日—），馬來西亞華裔男歌手，出生于森美蘭州瓜拉庇劳。1996年於馬來西亞的七星杯歌唱比賽獲得冠軍，自2002年起在台灣發展，擅長節奏藍調（R&B）曲風的創作和演唱，被歌迷暱稱為“R&B小王子”。歌手梁靜茹是其表妹。

## 音樂專輯

### 個人專辑
- 2001年11月26日：《名字》，由華研國際音樂發行（僅於馬來西亞發行）

曲目
1. 名字
2. 誰看誰好
3. 忘年
4. Easy Come Easy Go
5. 最高機密
6. 後來才知道
7. I Need Love
8. 不夜城（2001版）
9. 時間剛剛好
10. 明天見

- 2002年7月10日：《May I Love You?》，由華研國際音樂發行

曲目
1. Intro
2. May I love you
3. 梁祝
4. 沒有你
5. 完美
6. I Need Love
7. 後來才知道
8. Easy Come Easy Go
9. 忘年
10. 時間剛剛好
11. 名字

- 2003年3月7日：《凌晨三點鐘》，由華研國際音樂發行

曲目
1. 凌晨三點鐘
2. 在KTV過夜
3. 下次再見
4. Forever
5. 重返寂寞
6. 愛情
7. 明知故問－翻唱韓語原曲J-Walk（金在德、張水院）《Suddenly》
8. 不夜城
9. 刺心
10. 耿耿於懷
11. 請問愛情
12. Wonderful Tonight

- 2003年12月5日：《Listen To Me》，由華研國際音樂發行

曲目
- 預購禮EP

1. 最高機密
2. 明天見

- 專輯

1. 換日線
2. 詩人
3. 莫非定律
4. 完全明白
5. 三千
6. 很想妳
7. Cap Girl
8. 老歌手
9. 說
10. 回憶錄
11. 傷心換日线

- 2004年7月2日：《蒐藏張智成》，由華研國際音樂發行

曲目
- Disc-01

1. 末日之戀
2. 保佑我
3. 我做主
4. so far away

- Disc-02

1. 凌晨三點鐘
2. May I Love You
3. 詩人
4. 換日線
5. 重返寂寞
6. 沒有你
7. 在KTV過夜
8. 後來才知道
9. 梁祝
10. Easy Come Easy Go
11. 完全明白
12. 刺心
13. 聲音
14. 不夜城
15. 下次再見

- 2005年8月24日：《HAPPINESS 快樂》，由華研國際音樂發行（僅於大陸、香港、大馬等地區發行）

曲目
1. 快樂
2. Just Once
3. 讓時間開口
4. 擔心
5. 貼身情人
6. Because I Love You
7. 拖延
8. 樂天派
9. 預言
10. 放我的真心在你的手心

- 2006年5月5日：《愛情樹》，由華研國際音樂發行

曲目
1. 愛情樹
2. 快樂
3. 痊癒
4. 讓時間開口
5. Just Once
6. 擔心
7. 貼身情人
8. Because I Love You
9. 樂天派
10. 預言
11. 放我的真心在你的手心

- 2006年5月5日：《愛情樹》（馬來语版），華研國際音樂發行（與台灣版稍有差異）

曲目
- Disc-01

1. 快樂
2. Just Once
3. 讓時間開口
4. 擔心
5. 貼身情人
6. Because I Love You
7. 拖延
8. 樂天派
9. 預言
10. 放我的真心在你的手心

- Disc-02

1. 愛情樹
2. 痊癒

- 2009年4月6日：《暗戀》，由28stage發行（與台灣版稍有差異）

曲目
1. 迷魂陣
2. 愛來的剛好
3. 暗戀
4. 愛與罰
5. 第四者
6. 可愛可不愛
7. 殘骸
8. The Key of Love（Bonus Track）

- 2009年7月21日：《暗戀》（台灣版），由喜馬拉雅唱片發行

曲目
1. 迷魂陣
2. 愛來的剛好
3. 暗戀
4. 愛與罰
5. 第四者
6. 可愛可不愛
7. 殘骸
8. 謝謝
9. 迷魂陣（Remix）
10. The Key of Love（Bonus Track）

- 2011年11月3日：《你愛上的》，由海蝶音樂發行

曲目
1. 金玉良言
2. 2013
3. 你愛上的我
4. Wish You Well
5. 帶我回去
6. Dream Love
7. 相逢恨早
8. 寂寞有罪
9. ToyBoy
10. 陪我好不好（feat.陳佳薪）

- 2013年10月25日：《記得是最好的遺忘》，由金牌大風發行

曲目
1. 是不是這樣的夜晚你才會這樣的想起我
2. 出界
3. 愛你愛的
4. 葉子
5. 超人心
6. 傷了和氣
7. 愛我
8. 放棄也會有快樂
9. 記得是最好的遺忘
10. 愛你是我的強項
11. 傾城（粵語）

- 2017年3月10日：《18》，由海蝶音樂發行

曲目
1. 瘀青
2. 嗜愛 I Need You
3. Walk away
4. Fight for love
5. 擅長等待
6. 不夠勇敢
7. 三生有幸
8. 每次都忘記
9. 我愛的人不愛我
10. 在我記憶最深的地方

- 2019年12月6日：《你是不是張智成》[6]，由海蝶音樂發行

曲目
1. 我不是張智成
2. 我本來就難搞
3. 一首難聽的歌
4. 公開的秘密
5. 登對
6. 回憶是場孤單的重逢
7. 顏色
8. 平行宇宙
9. 安搜蕊
10. 每一天都是最後一天
11. The End

### 其他影音專辑
- 《卡拉星樂園 Vol.1》
- 《薔薇之戀電視原聲帶》:收錄「傷口」
- 《天外飛仙電視原聲帶》:收錄「預言」
- 《Listen & Watch Z Chen》(影音VCD)
- 《成桑成對》(影音VCD)

## 電視主持
- 2004年 與林佑威搭檔代班主持臺灣TVBS-G台[娛樂新聞]

| 2005年大馬Astro《啓動智成1格》音樂會                                                                     | 主持人：張智成 集數：10集 |
| --- | ------------------------- |
| 内容：張智成在馬來西亞主持的首個電視節目，節目主要邀請大馬娛樂圈的歌手、藝人上節目配合每一集的主題談唱。 |                           |
| 第 1集 品冠                                                                                              | [本地創作]                |
| 第 2集 年少                                                                                              | [西洋風]                  |
| 第 3集 宇恆                                                                                              | [今昔流行音樂]            |
| 第 4集 溫力銘/林健輝                                                                                     | [R&B]                     |
| 第 5集 菲比/阿飛/戴麗津                                                                                  | [民歌餐廳歌手]            |
| 第 6集 梁靜茹                                                                                            | [情歌]                    |
| 第 7集 曾國輝/符瓊音/劉潔琪                                                                              | [組合]                    |
| 第 8集 葉俊岑/陳威全/饒燕婷                                                                              | [翻唱歌曲]                |
| 第 9集 辛偉廉/郭美君/童欣                                                                                | [香港連續劇主題曲]        |
| 第10集 彭學斌/李乃剛/周順成/李志清/陳秋霞                                                                | [智成的歌手歲月]          |

## 戲劇、舞臺劇演出
- 2002  在八大迷你偶像劇「愛上音樂的故事」飾演男主角張智成
- 2003年 首次客串臺灣偶像劇《薔薇之戀》(第十三集)，在劇中飾演女主角百合的高中同學（石山柏）
- 2004年 TVBS再次客串臺灣偶像劇《香草戀人舘》，在劇中飾演DJ（小季）
- 2007年 參與果陀劇場歌舞劇《我要成名》飾演（智成）
- 2008年 再次參與果陀劇場歌舞劇《我要成名》加演場次演出
- 2009年 首次客串马来西亚偶像劇《高校鐵金剛》飾演（陳士東）

## 電台主持
- 2006 中廣【廣播WaveRadio「愛簡單」節目】
- 2010 馬來西亞 one fm
- 2015 北京都市之聲娛樂三裡屯嘉賓DJ

## 音樂歷程大事紀

### 大學時代
- 參加「螺絲釘」創作小組，開始音樂創作

#### 1996年
- 陸續參加各項創作比賽，與阿牛、戴佩妮、梁靜茹等參加「海螺新韻獎」比賽勝出。
- 「七星杯歌唱大賽」馬來西亞全國冠軍

#### 1997年
- 「七星杯歌唱大賽」亞洲區殿軍

### 得獎紀錄
- 1996 七星杯歌唱大賽全國冠軍 1997 第五台創作歌曲比賽最佳演繹
- 2000 娛協獎新人獎銅獎和十大原創金曲「聲音」
- 2001 南洋十大歌星大躍進獎
- 2002 入圍金曲獎最佳新人獎⋯⋯ 2002 hito創作潛力獎
- 2002 「may i love you」專輯榮獲wave radio 年度五大專輯
- 2002 娛協獎最佳演繹獎（不夜城2001版）2003 金曲紅人獎馬來西亞最受歡迎男歌手獎
- 2003「凌晨三點鐘」獲得tvb8十大金曲和最佳編曲獎
- 2004 娛協獎三首十大原創金曲，「詩人」「cap girl」「在ktv過夜」和最佳專輯製作 （listen to me）
- 2005 馬來西亞十大歌星奪得專輯，詞曲創作六項大獎
- 2005 新城國語力躍進歌手獎
- 2006 馬來西亞娛協獎十大原創金曲「保佑我」和最佳編曲獎「擔心」
- 2010 新城國語力唱跳歌手獎「迷魂陣」
- 2010 娛協獎 十大原創金曲和年度金曲 「暗戀」
- 2012 娛協獎十大原創金曲 「你愛上我 」和 「相逢恨早」同時「相逢恨早」獲得最佳作詞
- 2013 馬來西亞唱片工會AIM 頒獎典禮「你愛上的...」專輯獲得年度專輯， 最佳男演唱人，最佳作詞「相逢恨早」，最佳作曲「金玉良言」最佳編曲「金玉良言」
- 2014 「傾城」榮獲新城國語力金曲獎
- 2015 廣州勁歌王舞臺魅力獎
- 2015 馬來西亞 newway 年度歌曲「記得是最好的遺忘」和年度男歌手

#### 1999年
- 首張單曲《聲音》獲馬來西亞第五台「我們的排行榜」5週冠軍

#### 2000年
- 首張單曲《聲音》獲得馬來西亞第六屆「娛協獎」本地十大原創金曲最佳新人獎銅獎
- 加盟Music4nothing.com音樂網站，於網路上推出第二首單曲《不夜城》
- 榮獲馬來西亞第五台「我們的排行榜」7週冠軍
- 榮登馬來西亞三台2000年度二十大金曲
- 榮獲2001年「南洋十大頒獎典禮」最佳作曲、最佳編曲
- 榮獲「南洋十大頒獎典禮」全年表現大躍進獎

#### 2001年
- 第三首單曲《保持連絡》獲馬來西亞第五台「我們的排行榜」雙週冠軍
- 加盟馬來西亞華研唱片，尚未推出專輯已獲歌迷支持
- 馬來西亞首張國語專輯『名字』發行，並囊括「My FM至尊流行榜」；「麗的988精彩聲勢排行榜」；「I-Vote全球網路流行樂排行榜」；「I-Vote十大網絡風行碟」；「紅人金曲榜」各項排行冠軍(共有4首冠軍單曲)

### 正式在台灣出道

#### 2002年
- 7月5日發行台灣第一張國語『May I Love You?』專輯，深獲好評。
- 榮獲第七屆馬來西亞娛協獎 「個人最佳演繹獎」以及《不夜城2001版》獲得「十大金曲」
- 榮獲馬來西亞第二屆金曲紅人獎 「馬來西亞最受歡迎男歌手獎」
- 榮獲香港TVB8 「最佳男新人 銅獎」
- 獲選台灣WAVE RADIO 2002年DJ評選最佳5張專輯之一
- 榮獲台灣HITO流行音樂獎 「2002年度HITO聲猛新人獎：創作潛力」

#### 2003年
- 3月7日發行台灣第二張國語專輯『凌晨三點鐘』，銷售成績優異。
- 入圍台灣第十四屆金曲獎 「最佳新人」
- 入圍新加坡的「新加坡金曲獎」之「最佳新人」
- 第八屆馬來西亞娛協獎，個人獲得 「十大歌星獎」以及《忘年》榮獲 「最佳金曲」；《不夜城2001版》獲得「最佳編曲獎」
- 《忘年》榮獲馬來西亞2003年「南洋十大頒獎典禮 最佳金曲」
- 《不夜城2001版》榮獲馬來西亞2003年「南洋十大頒獎典禮 最佳編曲」
- 獲選為馬來西亞2003年「南洋十大頒獎典禮」之「馬來西亞十大歌星」
- 榮獲「第三屆馬來西亞紅人金曲獎」之「大馬最受歡迎男歌手」，《凌晨三點鐘》獲得「十大金曲」、「十大最受推崇金曲獎」。
- 成為馬來西亞國慶日（2003年8月31日）倒數演唱會唯一華人歌手代表
- 3月 歌曲《凌晨三點鐘》在香港商業電台叱吒樂壇流行榜停留達五週之久
- 5月 歌曲《刺心》第一週打進香港商業電台叱吒樂壇流行榜進佔第6位
- 8月 在香港舉行首次小型音樂會
- 10月與香港名作詞家黃偉文先生合作，灌錄了第一首廣東歌曲《傷心換日線》
- 11月《傷心換日線》送到香港各大電台
- 《凌晨三點鐘》榮獲香港TVB8 「最佳編曲獎」
- 榮獲香港新城勁爆頒獎禮「新登場海外歌手獎」
- 12月5日 發行『Listen To Me』專輯

#### 2004年
- 7月2日 發行『蒐藏張智成』新歌加精選輯。
- 7月 精選輯發片首周登上亞洲風雲排行榜冠軍，發片十天首批兩萬張銷售一空。
- 7月31日 在台北漁人碼頭舉行張智成第一場個人演唱會
- 於馬來西亞舉行「成桑成對四重奏LIVE演唱會」
- 於馬來西亞2004娛協獎中獲得6項大獎
- 《換日線》一曲獲得2004TVBS金曲榜頒獎典禮的「十大金曲」

#### 2005年
- 作品在馬來西亞2005「南洋十大頒獎典禮」奪得專輯、詞曲創作等6項大獎
- 成為馬來西亞電訊公司「HOTLINK」唯一的華裔代言人
- 於香港「2005新城國語力頒獎禮」中獲得「新城國語力躍進歌手獎」和「十大金曲」
- 於大陸、香港、大馬等地推出『HAPPINESS快樂』全新專輯

#### 2006年
- 在歌迷連署聲援下[7]，5月於台灣發行『愛情樹』專輯
- 配合新專輯於台灣舉行「520浪漫音樂會」，邀請陳秋霞女士友情站台合唱
- 成為中廣音樂網假日DJ，主持廣播WaveRadio「愛簡單」節目，短期主持期間從2006年8月26日至2007年1月21日止。

### 結束華研合約後

#### 2007年
- 11月2至4日 參與果陀劇場歌舞劇「我要成名[永久]」演出（飾演 智成）
- 11月17日 擔任馬來西亞「星光燦爛獻愛心2007」慈善募款活動的愛心大使，並演唱活動主題曲《The Key Of Love》。
- 12月29日 於台北新舞臺舉辦Power Men 演唱會，與師弟們（左光平、陳奕帆、RIM）共同演出。張智成個人不僅演唱多首知名歌曲，也挑選動感歌曲大秀舞姿，並於安可曲發表尚未公開的新歌，歌迷反應熱烈掌聲不斷。

#### 2008年
- 4月11至13日 參與果陀劇場歌舞劇「我要成名[永久]」加演場，於台北國際會議中心，共加演四場。
- 8月8日 加盟28Stage。
- 8月10日 以神秘表演嘉賓身份出席馬來西亞My FM電臺十周年台慶。
- 10月31日 以表演嘉賓參與馬來西亞女友雜誌首次舉辦的大型《星光時尚演唱會》。
- 11月22日 聯同林健輝、宇珩及凌加峻以表演嘉賓參與馬來西亞《2008娛協獎》，演唱多首80年代的經典歌曲。
- 11月23日 以表演嘉賓身份，參與Redbox的「Best Friend's Music Fest」音樂會，同梁靜茹、光良及張棟樑同台演出。
- 11月24日 以表演嘉賓身份，參與 8TV《光良 美好時光音樂會》電視節目錄影。
- 11月29日 河岸留言：JS+張智成 《90年代經典之夜》。

### 復出華語歌壇

#### 2009年
- 1月16日 於馬來西亞發行《迷魂陣》全新單曲。
- 3月31日 於馬來西亞發行最新大碟《暗戀》，4月6日在新加坡及香港同步發行。
- 4月~5月 陸續舉辦全台灣巡迴好友音樂會，地點由台北、台中、高雄一路南下。
- 5月24日 於香港舉行 雲妮鍾情。傾我智成Live音樂會。
- 6月12日 於馬來西亞舉行 暗戀張智成 迷你演唱會。
- 6月13日 於馬來西亞舉行 全亞洲歌迷聚會。
- 7月21日 於台灣發行最新專輯《暗戀‧張智成》。
- 8月9日 《迷魂陣》於香港「新城國語力頒獎禮」中獲得「新城國語力歌曲獎」、「新城國語力熱爆K歌」兩個獎項。
- 9月19日 於西門河岸留言舉行新歌發表會。

#### 2010年
- 1月23日於馬來西亞《MY Astro至尊流行榜頒獎典禮2009》獲獎：至尊金曲20《暗戀》
- 1月23日於馬來西亞《MY Astro至尊流行榜頒獎典禮2009》獲獎：至尊金曲20《迷魂陣》
- 8月7日於河岸留言：2010夏季好友音樂會

#### 2011年
- 11月3日於台灣發行《你愛上的...》專輯

#### 2012年
- 10月8日粵語單曲《傾城》推出

#### 2013年
- 10月25日於台灣發行《記得是最好的遺忘》專輯
- 5月27日 馬來西亞舉辦 張智成慶生音樂會

#### 2015年
- 1月10日 於馬來西亞吉隆坡舉辦 《夢想之城》演唱會 @Mega Star Arena
- 4月16日加盟於台灣 "闊思音樂" 正努力籌備專輯發行中

#### 2016年
- 5月27日 台灣 "闊思音樂" 與 KKBOX舉辦 張智成HAPPY Z-DAY音樂會（售票演出）

#### 2017年至今
1月與謝和弦合唱《在沒有你以後》。3月10日於台灣發行《18》專輯"海蝶音樂"發行。4月29日、5月12日於台灣高雄、台北舉辦《18》演唱會。拍攝電影《特區》，為男主角 ，香港參展。
2020發行專輯《你是不是張智成》。

## 外部連結
- 張智成官方開設facebook （页面存档备份，存于）
- 張智成的Instagram帳戶
- 张智成官方微博 （页面存档备份，存于）